# نوسترا سئورا دو لورتو
نوسترا سئورا دو لورتو (به اسپانیایی: Misión jesuítica de Nuestra Señora de Loreto) یک منطقهٔ مسکونی در آرژانتین است که در لورتو واقع شده‌است.
نوسترا سئورا دو لورتو یکی از آثار کشور آرژانتین است که در شهر لورتو قرار دارد. این مکان در سال ۱۹۸۳ با توجه به معیارهای iv به عنوان یک مکان فرهنگی در فهرست میراث جهانی یونسکو در آرژانتین قرار گرفت.

## موقعیت
نوسترا سئورا دو لورتو در لورتو واقع شده‌است.